# Maximum Contaminant Level
Maximum contaminant levels (MCLs; deutsch Maximaler Schadstoffgehalt) ist ein Begriff aus der US-amerikanischen Gesetzgebung. MCLs sind Standards, die von der US-Umweltschutzbehörde (EPA) für die Trinkwasserqualität festgelegt werden. Ein MCL ist der gesetzliche Grenzwert für die Menge einer Substanz, die in öffentlichen Wassersystemen gemäß dem Safe Drinking Water Act (SDWA, deutsch Gesetz über sicheres Trinkwasser) zulässig ist. Der Grenzwert wird üblicherweise als Konzentration in Milligramm oder Mikrogramm pro Liter Wasser ausgedrückt.

## Entstehung eines MCL-Wertes

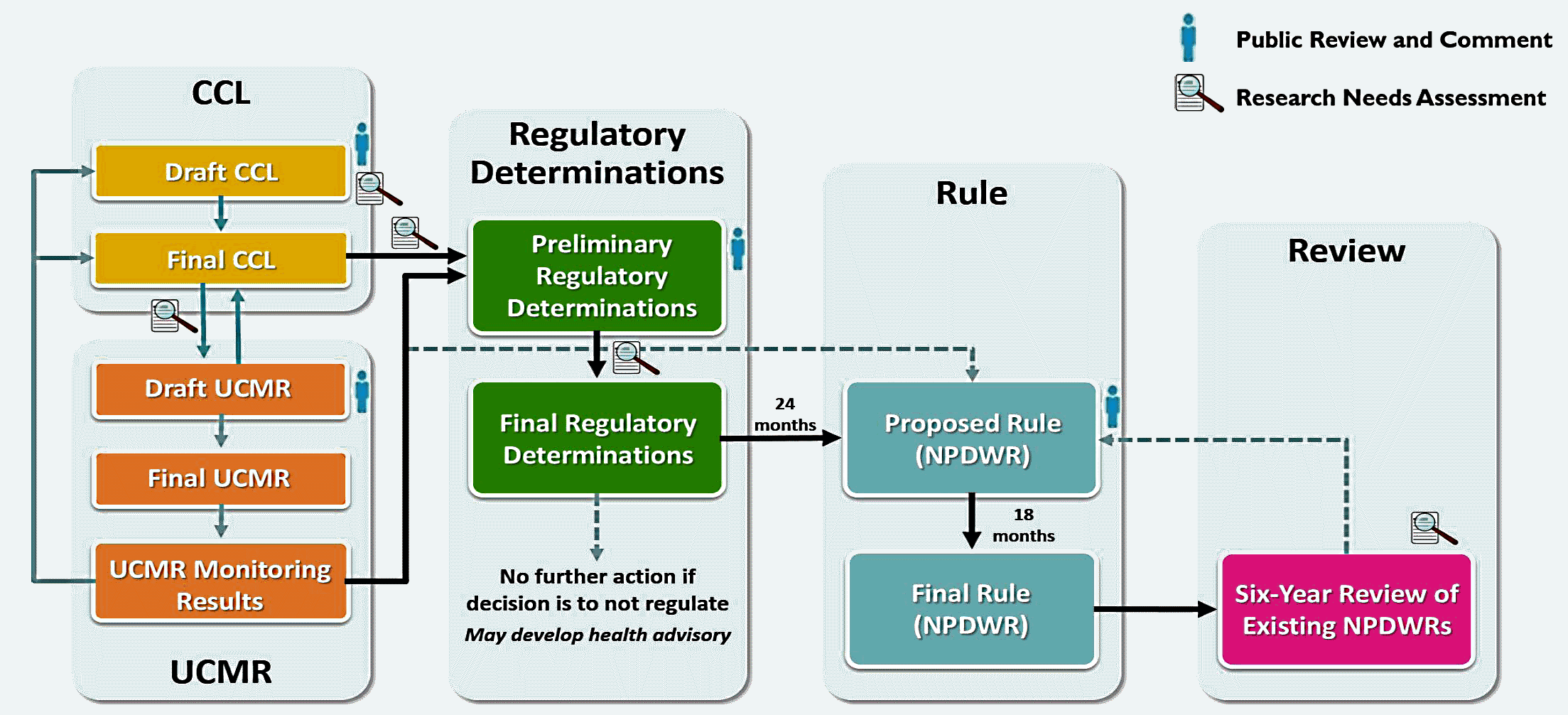
Diagramm der regulatorischen Analyseprozesse gemäß dem Safe Drinking Water Act

Um einen maximalen Wert für einen Schadstoff festzulegen, ermittelt die EPA zunächst, wie viel eines Schadstoffes ohne gesundheitsschädliche Auswirkungen vorhanden sein kann. Dieser Wert wird als Maximum Contaminant Level Goal (MCLG; deutsch Ziel für den maximalen Schadstoffgehalt) bezeichnet. MCLGs sind nicht durchsetzbare Ziele der öffentlichen Gesundheit. Der gesetzlich vorgeschriebene MCL wird so nah wie möglich am MCLG festgelegt.
Da es schwieriger ist, die Mengen eines Schadstoffes zu messen, je weniger in einer Probe enthalten ist, kann der Maximum contaminant level höher liegen als der Maximum Contaminant Level Goal. Des Weiteren kann der MCL höher als der MCLG liegen wenn es an verfügbaren Aufbereitungsmöglichkeiten mangelt oder wenn die EPA feststellt, dass die Kosten einer Aufbereitung den Nutzen eines niedrigeren MCL für die öffentliche Gesundheit, überwiegen würden. MCLs werden Überwachung, verbessert und öffentliche Bekanntmachung, wenn Standards überschritten werden (MCLs require monitoring, remediation, and public notice when standards are exceeded). Für einige Schadstoffe legt die EPA eine Treatment Technique (TT, deutsch Behandlungstechnik) anstelle eines MCL fest. TTs sind durchsetzbare Verfahren, die Trinkwassersysteme bei der Aufbereitung des Wassers bezüglich Schadstoffe befolgen müssen. Bis 2019 hat die EPA 88 Standards (78 MCLs und 10 Behandlungstechnik) für Mikroorganismen, Chemikalien und Radionuklide herausgegeben.
MCLs und TTs sind gemeinsam bekannt als „National Primary Drinking Water Regulations“ (NPDWRs, deutsch Nationale Vorschriften für primäres Trinkwasser) oder Primärstandards.
Einige Verunreinigungen können zu ästhetischen (z. B. Geruch oder Geschmack) oder zu kosmetischen (z. B. Zahnverfärbungen) Problemen im Trinkwasser führen. Da diese Verunreinigungen keine gesundheitlichen Probleme verursachen, gibt es keinen durchsetzbaren gesetzlichen Grenzwerte für ihr Vorhandensein im Trinkwasser. Die EPA empfiehlt jedoch Höchstwerte für diese Stoffe im Trinkwasser. Diese Empfehlungen werden „National Secondary Drinking Water Regulations“ (NSDWRs, deutsch Nationale Vorschriften für sekundäres Trinkwasser) oder Sekundärstandards genannt.

## Von Bundesstaat der Vereinigten Staaten ausgegebene MCLs
In einigen Landesgesetzen und -vorschriften wird der Begriff „maximum contaminant level“ nicht nur für die von der EPA nach Bundesrecht festgelegten Standards, sondern auch für die von Landesgesetz erlassen verwendet. Zum Beispiel der New Jersey Safe Drinking Water Act (deutsch New Jersey´s Gesetz für sicheres Trinkwasser). In dem New Jersey 2018 einem MCL für Perfluornonansäure (PFNA) erlassen hat, der nicht von der EPA nach Bundesrecht reguliert wird.